# Viktoria af Hessen og ved Rhinen
Prinsesse Viktoria af Hessen og ved Rhinen (født 5. april 1863 på Windsor Castle i Windsor, død 24. september 1950 i London) var en tysk–britisk prinsesse, der var datter af storhertug Ludwig 4. af Hessen og prinsesse Alice af Storbritannien. Gennem sin mor var hun barnebarn af dronning Victoria af Storbritannien og medlem af den udvidede britiske kongefamilie. Gennem sit ægteskab med prins Louis af Battenberg blev hun først Prinsesse af Battenberg og siden Markise af Milford Haven. 
Hun var desuden storesøster til den sidste kejserinde af Rusland, Aleksandra Fjodorovna, og hun var mormor til Philip af Storbritannien.

## Biografi

### Tidlige liv
Prinsesse Viktoria blev født den 5. april 1863 på Windsor Castle i Windsor i England som det første barn af storhertug Ludwig 4. af Hessen og prinsesse Alice af Storbritannien. Hun var barnebarn af dronning Victoria af Storbritannien og tipoldebarn af både Frederik Vilhelm 2. af Preussen og George 3. af Storbritannien.
Hendes mor døde, da hendes søskende stadig var små, og hun selv var 15 år. Hun påtog sig rollen med at sørge for den rette opdragelse af dem.

### Ægteskab
Hun blev gift den 30. april 1884 med Prins Louis af Battenberg, der i forvejen var beslægtet med hendes familie. Parret fik fire børn:
1. Alice af Battenberg (1885-1969) gift 1903 med Andreas af Grækenland og fik 5 børn.
2. Louise af Battenberg (1889-1965) gift 1923 med Gustav 6. Adolf af Sverige.
3. George af Battenberg (1892-1938) gift 1916 med Grevinde Nadezjda Mikhailovna de Torby og fik 2 børn.
4. Louis af Battenberg (1900-1979) gift 1922 med Edwina Cynthia Annette Ashley og fik 2 børn.

Parret levede mange forskellige steder primært i Storbritannien pga. mandens arbejde i Royal Navy. I 1887 fik hun tyfus, men blev hurtigt helbredt, så hun kunne deltage i sin mormors, Victoria af Storbritannien, 50 års regeringsjubilæum.

### 1. verdenskrig
Ved udbruddet af krigen i 1914 opholdt Viktoria sig med datteren Louise i Jekaterinburg. Med tog rejste de til Skt. Petersborg, sejlede til Stockholm og videre til Bergen, hvorfra de kom med "det sidste skib hjem" til Storbritannien.
I 1917 valgte kong George 5. af Storbritannien at ændre slægtsnavnet til Windsor og frasige sig alle tyske titler. Viktorias mand fulgte eksemplet og skiftede navn til Mountbatten. Tre dage efter det blev parret markis og markise af Milford Haven.
I 1918 hørte Viktoria om de frygtelige nyheder fra Rusland, at hendes to søstre, Kejserinde Alexandra og Storfyrstinde Elisabeth, var blevet henrettet sammen med deres familier. Senere på året måtte hendes bror, Ernst Ludwig af Hessen og ved Rhinen, abdicere som storhertug.

### De sidste år
I 1921 blev Viktoria enke, og i 1930 blev hendes datter Alice diagnosticeret som skizofren. Herefter tog Viktoria sig meget af Alice's søn, Philip. Alice's datter, Cecilie af Grækenland, døde ved et flystyrt ved Oostende i 1937 sammen med sin mand, Georg Donatus af Hessen, der var Viktorias nevø.
Viktorias søn George døde i 1938 af knoglekræft. 
Under 2. verdenskrig blev Viktorias hjem, Kensington Palace, bombarderet, og hun havde ingen kontakt med Alice i fire år, hun opholdt sig i det besatte Grækenland.
Hun døde af bronkitis i 1950, ca. en måned før hendes datter, Louise, blev dronning af Sverige.